# Temesvári Miklós
Temesvári Miklós (Miskolc, 1938. július 27. –) labdarúgó, edző. Testvére a szintén elismert labdarúgó és edző, Temesvári Tibor.

## Pályafutása

### Játékosként
1954 és 1957 között a Miskolci Építők labdarúgója volt.
1957-től a debreceni Kossuth Lajos Tudományegyetem hallgatója volt magyar-angol középiskolai tanár szakon. Ebben az időszakban a Debreceni EAC csapatában játszott. 1962-ben szerezte meg a tanári diplomát és 1962 és 1974 között a miskolci Földes Ferenc Gimnázium tanára volt. 1963 és 1969 között az NB I B-ben szereplő Miskolci VSC játékosa volt. Az aktív labdarúgást 1969-ben fejezte be.

### Edzőként
1970-től 1974-ig edzőként dolgozott a Hejőcsaba csapatánál. 1974-ben szerezte meg a Testnevelési Főiskolán a labdarúgó-szakedző diplomát és ettől kezdve főállásban dolgozott edzőként. 1974 és 1976 között a Leninvárosi MTK vezetőedzője, 1976 és 1978 között a Diósgyőri VTK ifjúsági csapatának edzője volt.
1978-ban a másodosztályú Nyíregyházi VSSC csapatánál vállalt munkát. A második idényben sikerült az első osztályba való feljutás a klub történetében először. A következő idényben a hetedik helyen végzett a csapattal az élvonalban.
1981-ben az Újpesti Dózsához szerződött. A lilákkal két magyar kupagyőzelmet ért el és az 1983–1984-es kupagyőztesek Európa-kupája sorozatban a negyeddöntőig jutott a csapattal, ahol a címvédő Aberdeen FC-vel hosszabbításban maradtak alul. 1983 és 1984 között a magyar utánpótlás válogatott szakvezetője is volt.
1985 és 1988 között Tatabányán dolgozott, ahol egy-egy bajnoki ezüst- és bronzérem volt a legnagyobb sikere. 1988 és 1990 között a Debreceni MVSC vezetőedzőjeként tevékenykedett. 1980 és 1990 között összesen 278 bajnoki mérkőzésen ült a kispadon, mint vezetőedző.
1977 és 1992 között 22 fejlődő országban tartott nemzetközi labdarúgóedzői továbbképző tanfolyamot.

## Sikerei, díjai

### Edzőként
- Magyar bajnokság
  - 2.: 1987–88
  - 3.: 1986–87
- Magyar kupa (MNK)
  - győztes: 1982, 1983
- Kupagyőztesek Európa-kupája (KEK)
  - negyeddöntős: 1983–84
- Mesteredző (2010)